# Бад Колгруб
Бад Колгруб (њем. Bad Kohlgrub) општина је у њемачкој савезној држави Баварска. Једно је од 22 општинска средишта округа Гармиш-Партенкирхен. Према процјени из 2010. у општини је живјело 2.465 становника. Посједује регионалну шифру (AGS) 9180112.

## Географски и демографски подаци
Бад Колгруб се налази у савезној држави Баварска у округу Гармиш-Партенкирхен. Општина се налази на надморској висини од 828 метара. Површина општине износи 32,6 km². У самом мјесту је, према процјени из 2010. године, живјело 2.465 становника. Просјечна густина становништва износи 76 становника/km².